# Mary Styles Harris
Mary Styles Harris (Nashville, 26 giugno 1949) è una genetista statunitense.

## Primi studi
Nacque a Nashville, nel Tennessee, da George e Margaret Harris. Il suo precoce interesse per la scienza fu dovuto alla carriera di medico del padre, che morì quando lei aveva solo nove anni. Quando entrò nella Miami Jackson High School, fu una dei primi afroamericani ad iscriversi. Nel 1967 si diplomò come ventesima nel suo corso di 350 studenti.
Fu una delle prime donne ad entrare nella Lincoln University in Pennsylvania. Gli studenti maschi furono sorpresi di vederla frequentare i loro corsi di algebra avanzata e chimica organica. Impiegò la maggior parte del suo tempo con gli studenti di pre-medicina, con lo scopo di riuscire ad entrare nella scuola di medicina. I colleghi di suo padre le riservarono un posto alla University of Miami Medical School, ma lei non accettò: non voleva curare le persone, voleva fare ricerca.
Si laureò alla Lincoln University nel 1971, e successivamente entrò alla Cornell University dove studiò genetica molecolare. Ottenne il dottorato nel 1975, e andò alla Rutgers University per gli studi di post-dottorato.

## Carriera
- Sickle Cell Foundation of Georgia, Direttore esecutivo, 1977-79
- Morehouse College, Ricercatore, 1978
- Atlanta University, Ricercatore, 1980-81
- Georgia Department of Human Resources, Direttore dei servizi genetici
- Harris and Associates, Fondatrice e Presidente fino al 1987
- BioTechnical Communications, Presidente
- Journey to Wellness, Fondatrice, Presidente e Produttore esecutivo

Ha dedicato la sua vita professionale alla ricerca e a fornire l'educazione sanitaria alle popolazioni minoritarie. Si impegnò profondamente per spostare l'attenzione della ricerca al campo della sanità.
Ha esperienze di professore universitario e di scuola di medicina, ed ha pubblicato articoli su giornali medici e scientifici. Ha collaborato con laboratori privati e organizzazioni sanitarie. Ha inoltre prodotto show televisivi e radiofonici, uno dei quali, Journey To Wellness (Viaggio verso il benessere), condotto da lei stessa, e ha sviluppato un documentario, To My Sisters... A Gift For Life (Alle mie sorelle... Un dono per la vita).
Il suo interesse per la sanità preventiva l'ha portata ad occuparsi dello studio sull'anemia drepanocitica e a far parte del Consiglio di Atlanta dell'opera umanitaria statunitense March of Dimes.
Il suo progetto più recente, la creazione del Journey to Wellness, diffonde educazione sanitaria specificatamente per gli afroamericani. È finanziato dai National Institutes of Health e produce una grande varietà di media, come newsletter, siti internet, podcast e audio-brochure.

## Premi
- National Science Foundation for a Science Residency Award.
- Glamour Magazine's Outstanding Working Woman Award, 1980.[1]